# A. C. Bang

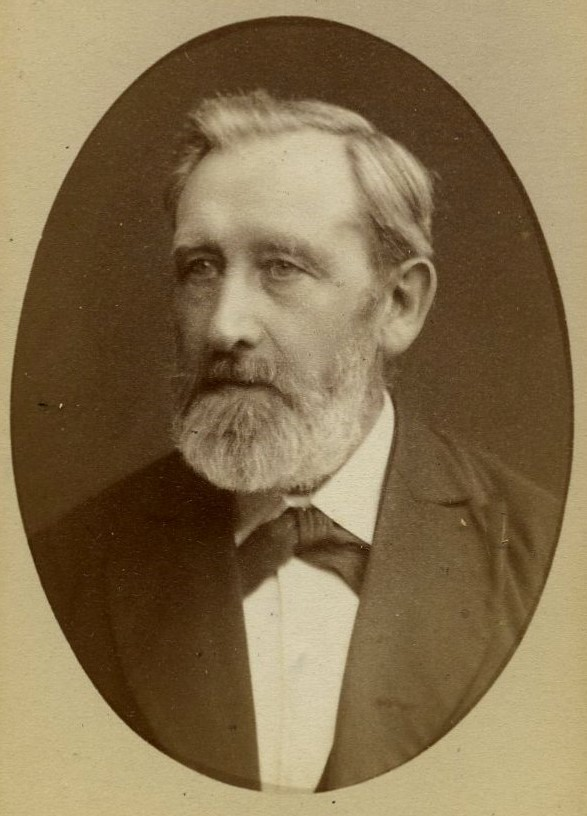
Anthon Christian Bang

Die dänische Kürschnerei und Pelzhandelsfirma A. C. Bang in Kopenhagen wurde von dem Kürschner J. D. Bang (1790–1864) gegründet. Das Unternehmen bekam 1905 erstmals den Status eines dänischen Hoflieferanten. Ein selbständig arbeitender Kürschnerbetrieb „A.C. Bang“ befand sich bis etwa 2024 noch in der Zürcher Altstadt. Das spätere Betriebsgebäude in der Østergade 27, Ecke Bremerholm wurde vom renommierten Architekten Bent Helweg-Møller entworfen und in den Jahren 1932/34 erbaut.

## Unternehmensgeschichte

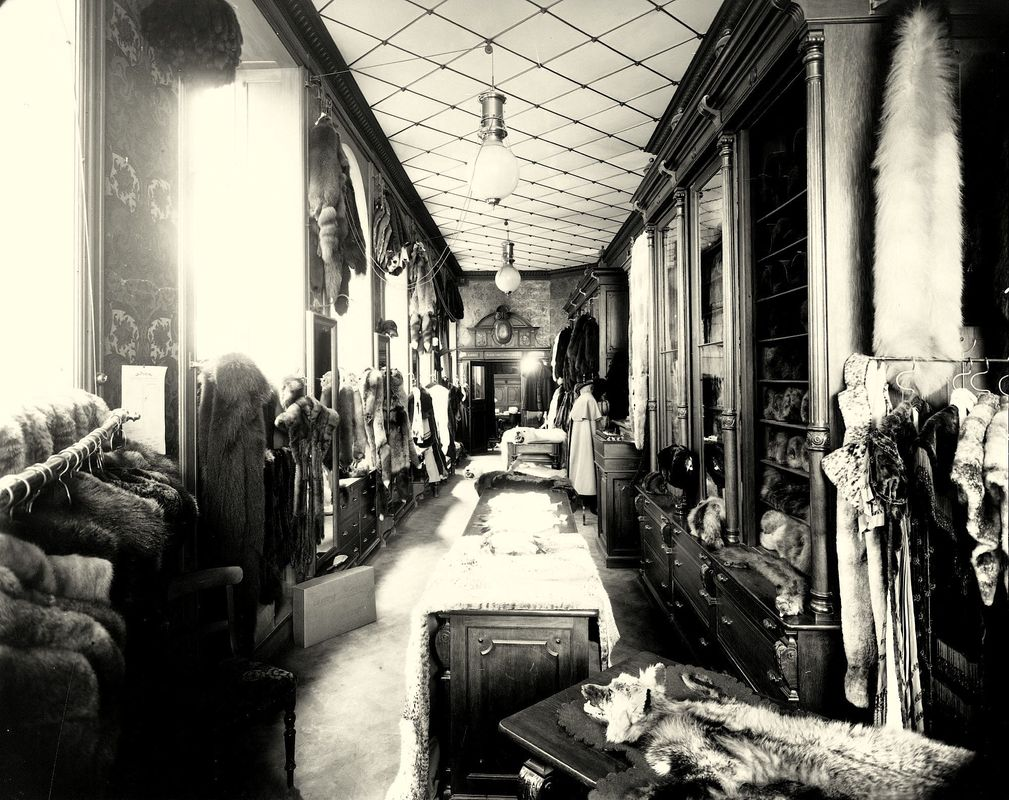
Verkaufsraum (1904)

Das Unternehmen wurde am 6. September 1816 von Jørgen Daniel Bang im Gebäude seines Vaters an der Ecke Østerfade und Kongens Nytorv gegründet, im Viertel Strøget, das heute eine Fußgängerzone ist.
Jørgen Daniel Bang erhielt einen Auftrag für Bärenfelle für die Königliche Leibgarde und wurde 1817 zum königlichen Kürschner ernannt.
Bangs Sohn, Anton Christian Bang (1823–1897), übernahm 1861 das Unternehmen nach dem Tod seines Vaters. Im Jahr 1888 übergab er es an seinen Sohn Oscar Bang (* 1863), der es nach seinem Vater in „A. C. Bang“ umbenannte. Die Firma fertigte Krönungshauben und hatte viele Kunden aus der dänischen Königsfamilie. 1905 wurde das Unternehmen A. C. Bang erneut zum königlichen Kürschner ernannt (ab 1963: „Hoflieferant von Dänemark“). 1908 eröffnete das Unternehmen eine auf den Pelzgroßhandel spezialisierte Filiale auf der anderen Seite der Østergade.
Oscar Bangs Sohn Aage Bang (1891–1955) übernahm das Unternehmen nach dem Tod seines Vaters im Jahr 1923. Er ließ einen neuen Firmensitz an der Ecke Østergade und der neuen Straße Bremerholm errichten, der 1934 eingeweiht wurde. In den 1950er Jahren wurden Nerze aus dänischer Zucht auch dank der Konfektion von A. C. Bang A/S weltweit anerkannt. Die Firma führte feinste Ware, der Rauchwarenhändler Jury Fränkel berichtet über den Hofkürschner, dass er auf den Auktionen stets der Käufer der besten Blaufuchsfelle war, er „schlug sich mit der Konkurrenz“. Es begann eine Zusammenarbeit mit Pierre Balmain, in deren Rahmen Pelze hergestellt wurden, die speziell für die von Erik Mortensen (1926–1998) für Balmain entworfenen Kleider geeignet waren.
Die 1980er Jahre waren für die Pelzindustrie international eine schwierige Zeit. „A. C. Bang“ begann, sich auf Schmuck, Accessoires und hochwertige Modekleidung zu konzentrieren. In den 1990er Jahren erholte sich der Markt für Pelze wieder etwas. Das Unternehmen eröffnete ein zweites Geschäft in der Lyngby Hovedgade in Kongens Lyngby und vertrieb seine Produkte in einer hochwertigen Kaufhauskette in Japan sowie in zwei Geschäften in Tokio und Zürich. Die Firma A. C. Bang A/S befand sich zuletzt nicht mehr im Besitz der Familie Bang. Das Haus führte sowohl eine eigene Pelzkollektion als auch Pelze der weltweit führenden Modehäuser. Zwei Geschäfte im Norden Kopenhagens boten auch exquisite Mode und Accessoires an.
Im Jahr 1974 eröffnete die Mutterfirma in Zürich an der Bahnhofstrasse 1 ein luxuriöses Geschäft für exklusive Pelzmode. Geschäftsführerin war Anja Essellier, die A. C. Bang seit Jahrzehnten leitete. Das Haus bezeichnete sich zu der Zeit als „eines der führenden Pelzmodehäuser der Welt“, das in seinen Kollektionen berühmte Designernamen führte. Inhaber „eines der letzten übrig gebliebenen Pelzgeschäfte in der Stadt Zürich“ war im Jahr 2004 einer der bedeutendsten europäischen Rauchwarenhändler und Kunstsammler, Werner Merzbacher. Die Zürcher Filiale mit eigenem Atelier zog im Jahr 2022 nach einem „Total Ausverkauf“, wohl von der Dianastraße 9 in die Zinnengasse 4 in der Zürcher Altstadt um.
Eine „A.C. Bang Davos AG, Handel mit Pelz- und Modewaren usw.“ war am 15. Dezember 1994 in die Liquidation gegangen.
Das Familiengrab von Anthon Christian Bang mit seinem Grabstein befindet sich in Kopenhagen auf dem Holmens Kirkegård.

## Firmengebäude des Architekten Bent Helweg-Møller

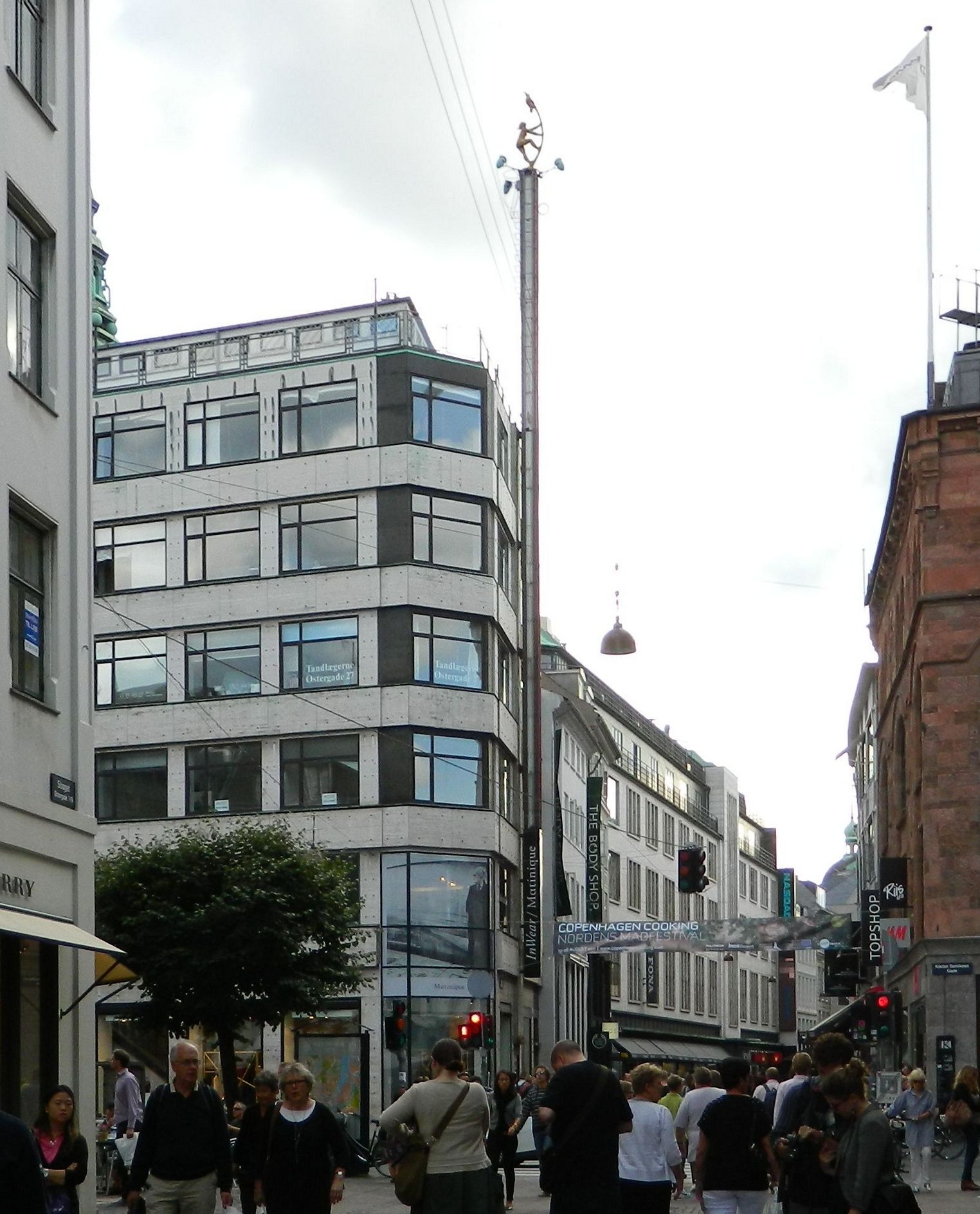
Ehemaliges Firmengebäude A. C. Bang in Bremerholm 2 (2011)

Das noch bestehende Gebäude des ehemaligen Hauptsitzes des Unternehmens in Kopenhagen, Ecke Østergade und Bremerholm, ist ein siebenstöckiges modernistisches Geschäftshaus des Architekten Bent Helweg-Møller, erbaut 1932–1934. 
Auf einer hohen Säule befindet sich eine Statue der Diana, der Göttin der Jagd, die versucht, ein kleines Pelztier zu fangen. Die Säule erstreckt sich auf der Strøgetseite über die gesamte Höhe des Gebäudes und ragt noch einige Meter über die allgemeine Straßenbebauung hinaus.